# Portmore United FC
Portmore United FC (bis zum Jahr 2003 Hazard United) ist ein Fußballverein aus der jamaikanischen Stadt Portmore. Der seit 1985 bestehende Verein, der in der National Premier League antritt, der höchsten Spielklasse der Jamaica Football Federation, dem nationalen Fußballverband Jamaikas, konnte in seiner Historie bereits siebenmal die jamaikanische Meisterschaft gewinnen und wurde darüber hinaus noch dreimal Vizemeister. Zudem gewann der Verein im Jahr 2005 die Karibik-Vereinsmeisterschaft.

## Erfolge
- CFU Club Championship

Sieger: 2005
- National Premier League

Meister: 1992/93, 2002/03, 2004/05, 2007/08, 2011/12, 2017/18, 2018/19
- JFF Champions Cup

Sieger: 2000, 2003, 2005, 2007